# Calospila latona
Calospila latona is een vlindersoort uit de familie van de prachtvlinders (Riodinidae), onderfamilie Riodininae.
Calospila latona werd in 1853 beschreven door Hewitson.